# 博徒無情
『博徒無情』（ばくとむじょう）は、1969年6月28日に公開された日本の映画である。監督は斎藤武市。主演は松原智恵子。日活制作。

## 概要
従来の任侠映画とは異なり、やくざの恋人を主人公にした恋愛と人情を混ぜた任侠活劇である。
かつて恩義を受けた親分が殺されたと聞いた青年が敵の一家子分を斬りつけて投獄され、その恋人が敵に拷問されるが、投獄された青年の宿敵に助け出される。

## キャスト
- 杉崎加代：松原智恵子
- 赤間竜吉：露口茂
- 刺青師・新助：長門裕之
- 新助：青木伸子
- 桜勝美：扇ひろ子
- つる：青木伸子
- 箱田ぎん：奈良岡朋子
- 大間堀の七蔵：深江章喜
- 中島：富田仲次郎
- 門太 ： 近藤宏
- 大寺勘造 ： 高品格
- 小里： 渋沢詩子
- 浜福 ： 小桜京子
- 磯島 ： 木島一郎
- 篠田喜市 ： 平田重四郎
- 文なし松 ： 榎木兵衛
- 鳥羽の客 ： 河上喜史朗
- 砂田 ： 弘松三郎
- 鈴香 ： 秋とも子
- おすえ ： 福田トヨ
- 料亭の丘また ： 原恵子
- 定子 ： 堺美紀子
- 雨十 ： 柴田新三
- 鹿六 ： 黒田剛
- 居酒屋の主人： 青木富夫
- ： 澄川透
- ： 近江大介
- 居酒屋の店員： 光沢でんすけ
- 執達吏： 池沢竜
- 大寺組組員： 沢美鶴
- 庄吉：桂小かん
- 大寺組組員： 田畑善彦
- 梅坊主： 晴海勇三
- 太郎：高野浩幸
- 大寺組組員： 溝口拳
- ： 矢藤昌宏
- 大寺組組員： 北上忠行
- 仲居 ：横田楊子
- 牡丹： 大谷木洋子
- ：田中方子
- 刺青：河野光揚
- 技斗： 高瀬将敏
- 高見沢村次：渡哲也

## スタッフ
- 監督 ： 斎藤武市
- 脚本： 星川清司
- 企画 ： 岩井金男
- 音楽： 小杉太一郎
- 撮影 : 萩原憲治

## 併映作品
『残酷おんな私刑』
- 脚本：山崎巌 / 監督：丹野雄二 / 主演：太田雅子（現：梶芽衣子）

## ロケ地
- 栗林公園
- 津田の松原
- 多度津港

## 興行
日本映画の斜陽で日活は当時赤字続き。1968年7月の決算で累積赤字が23億4300万円に達し、負債は100億円を越えるといわれた。1969年初めに撮影所を売却し、いまにも潰れるのでないかとウワサされたが、日活の製作担当・堀雅彦常務が1969年の夏から、お家芸の"青春路線"を中止させ、「なんでもかんでも東映のマネをしろ」とプロデューサーに厳命し、題名から内容まで徹底的に東映作品のマネをした映画製作を決定した。当時東宝以外の松竹、日活、大映は東映のマネをしようと必死の努力を続けた。日活も"マネマネ路線""第二東映"などと陰口をたたかれながら、日活『博徒無情』と『残酷おんな私刑』を本作『温泉ポン引女中』『やくざ刑罰史 私刑！』にぶつけ、お互い顰蹙を買う題名の映画で動員数を競い、物マネスタイルのドン尻日活が、本家東映を退け興行合戦に勝利し、五社のトップに突如躍り出る異変を起こし映画界を驚かせた。